# علي الدرورة
علي إبراهيم سلمان الدرورة هو مُؤرّخ وأديب وشاعر سعودي، من مواليد جزيرة تاروت بمحافظة القطيف، اشتهر لكتابته التاريخية المتخصصة في فترة النفوذ البرتغالي للخليج والهند منذ عام 1999م. الدرورة مؤسس منتدى عبقر الشعري ومنتدى النورس الثقافي بالقطيف، وعضو في الجمعية العربية السعودية للثقافة والفنون بالدمام، والنادي الأدبي في المنطقة الشرقية بالدمام.

## الحياة الشخصية
وُلد الدرورة عام 1379هـ/1960م في سنابس بجزيرة تاروت، بدأ في سن 17 نشر الكتب وتوزيعها، وفي سن 24 أصدر أول كتاب له ديوان زهور خضراء للموت.
حصل على شهادة الكفاءة عام 1399هـ، ودرس مقررات في شركة أرامكو، كما درس الإنجليزية والأردية. عمل الدرورة باحثاً ومحاضراً في مركز زايد للتراث والتاريخ في أبو ظبي من عام 1990م إلى 2009م، وباحثاً ميدانيًّاً في مركز التراث الشعبي لدول الخليج العربية في الدوحة من 1982م حتى 2005م، وأصدر في هذا المجال نحو ثمانية كتب، إضافة إلى العديد من المقالات والمحاضرات داخل المملكة وفي العالم العربي.

## مؤلفاته
إلى جانب مؤلفاته من الكتب، فقد كان للدرورة مقالاتٍ في الصحف والمجلات الخليجيَّة منذ عام 1977م مثل صحيفة النهضة، وجريدة الشرق، والراية، والمأثورات الشعبية، والأيام، والمنتدى، والخليج، ومجلة المشرق، وقافلة الزيت. بنهاية عام 2005م وصل عدد مؤلفاته إلى 282 كتاباً في الفن والأدب والتراث البحري، والزراعي، والمعماري، وفي الفلك، والتاريخ والدين واللسانيات والشعر والقصة القصيرة. وتُرجمت بعض كتاباته إلى اللغة الإنجليزية والفرنسية.
| الغلاف                                                            | الاسم                                                   | النوع      | الناشر                               | سنة النشر (م) | مرجع         |
| ----------------------------------------------------------------- | ------------------------------------------------------- | ---------- | ------------------------------------ | ------------- | ------------ |
|                                                                   | زهور خضراء للموت                                        | ديوان شعر  |                                      | 1404هـ/1984م  | [ 5 ] [ 2 ]  |
|                                                                   | الفاختة كانت تقول                                       | ديوان شعر  |                                      | 1412هـ        |              |
|                                                                   | القميص                                                  | ديوان شعر  |                                      | 1418هـ        |              |
|                                                                   | ظل يقاسمني الريح                                        | ديوان شعر  |                                      | 1418هـ        |              |
|                                                                   | شعراء الموال في جزيرة تاروت                             | ديوان شعر  |                                      |               |              |
|                                                                   | دارين المسك والشعر واللؤلؤ                              |            |                                      |               |              |
|                                                                   | ديوان فهد بن سالم                                       |            |                                      |               |              |
|                                                                   | من تاريخ جزيرة تاروت                                    | تاريخ      |                                      |               |              |
|                                                                   | الصبر                                                   |            |                                      |               |              |
|                                                                   | الأمثال الشعبية الملاحية                                | أمثال وقصص |                                      |               |              |
| تحت ظلال الشراع: قصائد وأشعار ومواويل ونديات وأهازيج وأغاني بحرية |                                                         |            | مركز زايد للتراث والتاريخ            | 2000م         |              |
|                                                                   | الأهازيج الشعبية في الخليج العربي                       |            | مركز زايد للتراث والتاريخ            | 2000م         | [ 9 ]        |
|                                                                   | جوانب من التراث البحري في دولة الإمارات العربية المتحدة |            | مركز زايد للتراث والتاريخ            | 2001م         |              |
|                                                                   | تاريخ الإحتلال البرتغالي للقطيف ( 978هـ/1521-1572م )    | تاريخ      |                                      | 2001م         |              |
|                                                                   | ملامح من تاريخ اللؤلؤ في الخليج العربي                  |            | مركز زايد للتراث والتاريخ            | 2002م         |              |
|                                                                   | الكنايات الشعبية الملاحية في الإمارات والخليج العربي    |            |                                      | 2003م         | [ 10 ]       |
|                                                                   | اللهجة الإماراتية في ظل العولمة                         |            |                                      | 2008م         |              |
|                                                                   | الأهازيج الشعبية عند بحارة الإمارات                     |            |                                      | 2008م         | [ 11 ]       |
|                                                                   | ثورة الجمارك قي الخيج العربي                            | تاريخ      |                                      | 2009م         |              |
|                                                                   | الملاحة البحرية قديما في الإمارات                       |            |                                      | 2014م         | [ 12 ] [ 8 ] |
|                                                                   | يشبه الماء                                              | ديوان شعر  |                                      | 2012م         | [ 13 ]       |
|                                                                   | شواعر من القطيف                                         |            | دار النورس                           | 2014م         | [ 14 ]       |
|                                                                   | دهوندلي روشني تهندى هوا (يعني: نسيم الشفق)              |            | دار النورس                           | 2014م         | [ 14 ]       |
|                                                                   | الحداوي الشعبية في الإمارات والخليج العربي              |            | وزارة الثقافة والشباب وتنمية المجتمع | 2015م         | [ 15 ]       |
|                                                                   | الشتاء في شعر الهايكو الياباني                          |            |                                      | 2015م         |              |
|                                                                   | شعراء الموال في واحة الأحساء                            |            |                                      | 2016م         | [ 16 ]       |
|                                                                   | معجم شعراء المهمل                                       |            |                                      | 2017م         | [ 17 ]       |

## معرض صور

علي الدرورة في غلاف مجلة القطيف الثقافية.

## وصلات خارجية
- صفحة علي الدرورة على موقع أبجد.
- كتاب قراءة في تجربة المؤرخ علي الدرورة على القطيف اليوم.